# Гань Бао
Гань Ба́о (кит. трад. 干寶, упр. 干宝; ум. 336) — китайский писатель, историк, государственный служащий времён династии Цзинь.

## Жизнеописание
Родился на землях современной провинции Хэнань. Сведений о дате рождения Гань Бао нет. Происходил из семьи военных (его дед был генералом) и провинциальных чиновников (отец занимал должности префекта в нескольких провинциях). В молодости тщательно изучал классические тексты. Вскоре получил признание в качестве знатока истории. Благодаря этому в 315 году н. э. получил должность главы Управления истории. Вместе с двором переехал из Чанъань в Цзянькан, оставшись верным роду Сима. С этого момента до конца жизни был при дворе императора Юань-ди. Умер в 336 году в Цзянькане — столице империи Восточная Цзинь.

## Творчество
Был основателем нового жанра чжигуай (истории о духах). Всего в активе Гань Бао около 30 таких произведений. Самыми известными из них являются «Записки о поисках духов».
Также Гань Бао является автором работ «История Цзинь», «История Лян», «Бессмертные», «Летопись», большинство из которых на данный момент являются утраченными.